# Honeywell HTF7000
Le Honeywell HTF7000 est un turboréacteur à double flux à fort taux de dilution produit par le constructeur américain Honeywell. Situé dans la plage de puissance s'étalant de 29,09 à 33,91 kN de poussée, il est utilisé par les Bombardier Challenger 300, Gulfstream G280, Embraer Legacy 500, et le Cessna Citation Longitude.
D'après son constructeur, le moteur a déjà effectué un total de 1,7 million d'heures de fonctionnement sans événement majeur.

## Généralités
Le moteur fut initialement désigné AS907, puis cette désignation fut remplacée par HTF7000 en 2004. La désignation AS907 est toutefois toujours utilisée pour les documentations réglementaires et pour la législation.
En octobre 2016, 2,6 millions d'heures de fonctionnement avaient été enregistrées par 1 400 exemplaires en service, avec un taux de disponibilité de 99,9 %. Les inspections à l'endoscope ont étendu la durée de vie des moteurs, et certains sont restés installés sur leur avion pendant plus de 10 000 heures. La consommation en carburant est d'environ 430,91 kg par heure pour un moteur de 34,54 kN de poussée de Gulfstream G280, à comparer aux 396,89 kg par heure des TFE731 de 19,66 kN de poussée d'un Gulfstream G150.
L'architecture du moteur pourrait être étendue pour produire des poussées allant de 40 à 50 kN.

## Versions
- HTF7000 ou AS907 : Version initiale du moteur, de 30,36 kN de poussée. Développé pour le Bombardier Challenger 300 ;
- AS977 : Version à poussée plus importante de l'AS907, conçu en même temps, prévu pour équiper l'Avro RJX de BAE Systems[6]. L'avion a été abandonné après que trois exemplaires aient été assemblés et testés en vol, et cette version du moteur n'est jamais entrée en production ;
- HTF7250G : Version de 33,91 kN de poussée, conçue pour le Gulfstream G280[7] ;
- HTF7350 : Version de 32,57 kN de poussée conçue pour le Bombardier Challenger 350 ;
- HTF7500E : Version produisant une poussée de 29,09 à 31,30 kN, conçue pour les avions d'affaires Embraer Legacy 500/450[8] ;
- HTF7700L : Version de 33,6 kN de poussée, conçue pour le Cessna Citation Longitude[9].

## Applications
- Avro RJX
- Bombardier Challenger 300/350
- Cessna Citation Longitude
- Gulfstream G280
- Embraer Legacy 500/450